# Brus (općina)
Brus (općina) je općina na jugu Središnje Srbije u Republici Srbiji, a dio je Rasinskoga okruga. Sjedište općine Brus je gradić Brus  s 4.653 stanovnika. 

## Stanovništvo
Općina Brus se sastoji od 58 naselja. Po podacima iz 2002. godine u općini je živjelo 18.764 stanovnika.
U općini većinsko stanovništvo su Srbi, a ostale vrlo male manjine su Slovenci, Jugoslaveni, Hrvati, Crnogorci, Romi i ostali.  Po podacima iz 2004. prirodni priraštaj je iznosio -9.2 ‰, a broj zaposlenih u općini je 2.446 ljudi. U općini se nalaze 29 osnovne i 2 srednje škola.

## Zemljopis
Po podacima iz 2004. godine općina Brus zauzima površinu 606 km² (od čega je 32.050 ha, poljoprivredno zemljište,a 18.764 ha, su šume.